# قردة غاندي الثلاثة
قردة غاندي الثلاثة هي مجموعة من المنحوتات التي قام بها فنان هندي سوبوده غوبتا ‏ وتمثل ثلاث روؤس في أنواع مختلفة من الخوذات العسكرية. وتذكرنا الإنحوتة بمجاز مرئي من أشهر بطل للسلام في الهند وهو المهاتما غاندي والقردة الثلاثة الحكيمة التي تمثل مبدأ «لا أسمع، لا أرى، لا أتكلم».

## التصميم
الثلاثة رؤوس تتشكل من أدوات حديدية من الستاينليس ستيل، دلاء مستعملة، علب غذاء تقليدية وطاسات زجاجية. وتشكل عناصر خاصة كل رأس على حدة فكل واحد منها على التوالي إما: مغطى بقناع للغاز، خوذة ونظارات وغطاء للرأس.

## الفلسفة
إن مجموعة المنحوتات هذه هي استمرارية بحث «غوبتا» عن الازدواجية في أعماله الفنية، ويتضمن ذلك مواضيع الحرب والسلام، الخاص والعام، ومحلي وعالمي. إن مقولة «لا أسمع، لا أرى، لا أتكلم» ظهرت للمرة الأولى في القرن السابع عشر في اليابان وانتشرت العبارة فيما بعد عالمياً كرسالة للسلام والتحمل بسبب تجسيد «المهاتما غاندي» لمجاز القردة الثلاثة حيث يغطي الأول عينيه بيديه ويغلق الثاني فمه ويسد الثالث أذنيه.
إن منحوتة «غوبتا» تذكرنا برؤية «غاندي» لهذه القردة الثلاثة كوسيلة للنزاع السلمي ضد الاستعمار المعاصر والاضطهاد والظلم.

## الموقع
وبما أن هذه المنحوتات قد تم عملها في عام 2008، فقد جالت منذ ذلك الوقت في جولات حول العالم في مختلف المعارض مثل معرض «ستل، ستييل، ستييل» في قاعة جاك شاينمان (مارس – أبريل 2008) في نيويورك.
ويتم عرض المنحوتات مؤخراً بشكل دائم في قرية كتارا الثقافية في الدوحة – قطر.

## وصلات خارجية
- هيئة متاحف قطر (بالعربية)
- جريدة الوطن(بالعربية)
- موقع هيئة متاحف قطر (بالعربية)